# Красный Текстильщик
Красный Текстильщик — посёлок (в 1929—2012 годах — посёлок городского типа) в Саратовской области России. С 1 января 2021 года входит в состав городского округа Саратова.

## История
Возник в начале XX века как посёлок при текстильной фабрике «Саратовская мануфактура». Владельцами мануфактуры в дореволюционные времена были представители рода Борелей — известные саратовские мукомольные магнаты. В 1917 году фабрика ненадолго переходила к уроженцу Бальцера (ныне Красноармейск) А. И. Бендеру
В 1920 году объединен с близлежащим селом Шахматово под названием Саратовская Мануфактура. Самой фабрике было присвоено имя революционерки К. Н. Самойловой.
В 1929 году преобразован в рабочий посёлок с присвоением названия Красный Текстильщик. 15 ноября 1933 года передан в состав АССР Немцев Поволжья. В состав Республики посёлок являлся анклавом и не входил в состав ни одного из кантонов. В данных переписи населения 1939 года посёлок учтён в составе Энгельсовского горсовета
С 1941 года, после ликвидации АССР немцев Поволжья — в составе Саратовского района Саратовской области. На фабрике во время Великой Отечественной войны изготавливались бинты и марли для госпиталей. 220 человек жителей посёлка не вернулись с фронта. На Волге в условиях бомбардировок работала переправа, оставшиеся в посёлке женщины работали в специально созданной рыболовецкой бригаде.
В 1964 году было завершено строительство современной трёхэтажной школы со спортивным и актовым залами, столовой и библиотекой.
В поздний советский период посёлок был центром одноимённого поселкового совета, градообразующим предприятием оставалась прядильная фабрика. Для подготовки фабричных кадров работало училище текстильщиков.
С 2012 года — посёлок сельского типа. Прядильная фабрика до конца 2000-х годов функционировала как филиал ОАО «Ниткан-Покровск», после чего производство было остановлено. Ныне предприятие бездействует, равно как и другой промышленный объект посёлка — хлебокомбинат.

## Физико-географическая характеристика
Посёлок расположен на юге Саратовского района, на берегу реки Волга. Расстояние до областного центра составляет 23 км. С областным центром село связано автодорогой с твёрдым покрытием, налажено регулярное автобусное сообщение. Ближайшая железнодорожная станция находится в селе Багаевка.
К населённому пункту относятся территории 8 садовых некоммерческих товариществ.
Климат
Климат умеренно-холодный. Наблюдается значительное количество осадков, даже в самый засушливый месяц (согласно классификации климатов Кёппена — Dfa). Среднегодовая температура в посёлке Красный Текстильщик — 6,3 °C. Среднегодовая норма осадков — 423 mm. Наименьшее количество осадков выпадает в марте и составляет 23 mm. Наибольшее количество осадков выпадает в июне, в среднем 43 mm.
| Показатель                                      | Янв.  | Фев. | Март | Апр. | Май  | Июнь | Июль | Авг. | Сен. | Окт. | Нояб. | Дек. | Год |
| ----------------------------------------------- | ----- | ---- | ---- | ---- | ---- | ---- | ---- | ---- | ---- | ---- | ----- | ---- | --- |
| Средняя температура, °C                         | −10,3 | −9,8 | −3,9 | 8,2  | 15,8 | 20,3 | 22,3 | 20,8 | 14,5 | 6,4  | −1,4  | −6,8 | 6,3 |
| Норма осадков, мм                               | 36    | 25   | 23   | 25   | 37   | 43   | 43   | 43   | 40   | 32   | 40    | 36   | 423 |
| Источник: Красный Текстильщик (норма 1982-2012) |       |      |      |      |      |      |      |      |      |      |       |      |     |

Часовой пояс
посёлок Красный Текстильщик, как и вся Саратовская область, находится в часовой зоне МСК+1. Смещение применяемого времени относительно UTC составляет +4:00.

## Население
Динамика численности населения
| 1910 |
| ---- |
| 2300 |

| 1939  | 1959  | 1970  | 1979  | 1989  | 2002  | 2009  | 2010  | 2011  |
| ----- | ----- | ----- | ----- | ----- | ----- | ----- | ----- | ----- |
| 4886  | ↗5189 | ↘5007 | ↘4254 | ↘3563 | ↘3301 | ↗3377 | ↘3368 | ↗3369 |
| 2012  | 2013  | 2021  |       |       |       |       |       |       |
| ↘3368 | ↗3412 | ↗3431 |       |       |       |       |       |       |

Национальный состав (1939)
| Национальность | Численность (чел.) | Процентное соотношение |
| -------------- | ------------------ | ---------------------- |
| Русские        | 3 317              | 67,9 %                 |
| Украинцы       | 826                | 16,9 %                 |
| Немцы          | 663                | 13,6 %                 |
| Прочие         | 80                 | 1,6 %                  |
| Всего          | 4 886              | 100 %                  |

## Экономика
В границах населённого пункта работают 18 предприятий розничной торговли и 2 универсальных магазина. Сельхозпредприятие «Молочные просторы» занимается переработкой молока, производством сыров.
На территории посёлка организовано и работает ООО «Саратовские грибные технологии». Предприятие занимается производством и продажей грибов, грибных консерв, грибных блоков, грибного мицелия, удобрений. Количество работающих на предприятии — 15 человек.
С 2011 года успешно работает современное промышленное предприятие по разливу чистой воды под маркой «Аква-Русь».

## Инфраструктура
На территории посёлка осуществляют свою деятельность:
- средняя общеобразовательная школа,
- дошкольное учреждение «Детский сад № 1»,
- филиал детской школы искусств № 1,
- дом культуры,
- библиотека, книжный фонд которой составляет 9799 экземпляров, оформлена подписка на 36 наименований периодических изданий. Пользуются учреждением 1125 человек. Работают клубы по интересам: «Хозяюшка» и детский клуб «Мы любим рисовать»[23];
- районная поликлиника и больница, станция скорой помощи[24],
- пожарная часть.

Работают почта и отделение Сбербанка.
На территории посёлка 24 многоквартирных жилых дома, из них 11 находятся под хозяйственным управлением управляющей компании и 13 под непосредственным управлением.
Посёлок полностью газифицирован, имеется центральный водопровод.

## Транспорт
Конечная остановка автобуса 226К Красный Текстильщик — Саратов (Стадион «Волга»).

## Достопримечательности
- Прекрасно сохранившееся здание мануфактуры один из наиболее ярких памятников индустриальной архитектуры Саратовской области. Построено в 1899—1901 годах[25]. Рядом на территории фабрики располагается ряд кирпичных дореволюционных построек, привлекателен увенчанный башенкой дом управляющего[26].
- Храм Блаженной Ксении Петербургской строится в населённом пункте. В октябре 2019 года был совершён чин освещения крестов и куполов Храма[27].
- При въезде в посёлок, на местном кладбище, в 2013—2015 годах тщанием прихожан был построен небольшой каменный храм во имя Преподобного Серафима Саровского.
- Мемориал в честь погибших в боях Великой Отечественной войны земляков расположился рядом с бывшей Вознесенской церковью.

## Фотогалерея
- Вид на Волгу из Красного Текстильщика
- Улица Песочная
- Вид на Волгу из Красного Текстильщика
- Администрация посёлка
- Дом культуры

- Школа
- Храм
- Магазины
- Больница
- Дом текстильщиков

- Монумент Воин-Освободитель
- Списки земляков победителей
- Списки земляков победителей
- Список земляков победителей
- Часовня

- Многоэтажный дом
- Пожарное депо
- Станция по очистке воды
- Автобусное сообщение